# Hillcrest High School (Ottawa)
Hillcrest High School est un lycée dépendant du Ottawa-Carleton District School Board, situé dans le quartier de Elmvale Acres en Ottawa, en Ontario au Canada. L'établissement a ouvert ses portes en 1961, et comporte 1100 étudiants.